# 全日空の航空事故およびインシデント
全日空の航空事故およびインシデント（ぜんにっくうのこうくうじこおよびインシデント）は、全日本空輸（略称: 全日空、ANA）が関係する航空事故およびオーバーランなどの重大なインシデントを一覧にしたものである。エアージャパンなどグループ企業や全日空に統合された航空会社の事故・インシデントも対象に含む。また、全日空が遭遇したハイジャック事件については「全日本空輸ハイジャック事件」を参照のこと。なお、社名については事故当時の名称とする。

## 1950年代

### 全日空下田沖墜落事故
1958年8月12日、全日空25便ダグラス DC-3 (JA5045) が、羽田空港から小牧空港へ向かう途中、近隣を飛行中の全日空機にエンジン故障を報告した後静岡県下田市沖に墜落した。乗客30名と乗員3名の全員が死亡した。コックピットボイスレコーダーとフライトデータレコーダーの搭載法制化前で、それらが搭載されていなかったこともあり、事故原因は完全に解明できなかった。

## 1960年代

### 全日空小牧空港衝突事故
1960年3月16日、全日空25便ダグラス DC-3 (JA5018) が小牧空港へ着陸した直後の滑走中、同じ滑走路上で離陸滑走を始めていた航空自衛隊第3航空団所属のF-86D戦闘機と衝突、両機ともに大破・全損した。全日空機の乗員1名、乗客2名が死亡した。原因は全日空機が滑走路を走行中なのにもかかわらず、管制官が自衛隊機に離陸許可を与えたためであった。

### 全日空バイカウント機墜落事故
1962年11月19日、訓練飛行中のビッカース828バイカウント (JA8202) が、愛知県西加茂郡猿投町上空でスピン（きりもみ状態）に陥って墜落し、乗員4名全員が死亡した。

### 全日空機八丈島空港着陸失敗事故
1963年4月10日、団体客のために回送中の全日空ダグラスDC-3 (JA5039) が、八丈島空港へ着陸の際にタイヤブレーキをロックしていたため着陸に失敗し、大破した。負傷者はいなかった。この事故で損傷した主翼は修理のために東京に輸送されたが、別の事故で破損したDC-3に流用されたため、残された胴体は現地で廃棄処分になった。

### 全日空機羽田空港胴体着陸事故
1963年4月24日、千歳発羽田行きの全日空60便ビッカース828バイカウント機 (JA8208) が、羽田空港に着陸の際、誤操作で車輪を引き上げてしまい胴体着陸となり大破した。乗員1名が負傷した。

### 全日空機仙台空港着陸失敗事故
1963年5月10日、全日空802便ダグラスDC-3 (JA5040) が、経由地の仙台飛行場での着陸の際、機体が不安定になったため着陸復行を決めてエンジンを全開にしたが、滑走路から逸れて吹き流しのポールに激突した。乗客乗員7名が重軽傷を負った。

### 全日空機大阪空港機体破損事故
1963年6月5日、大阪国際空港で深夜駐機中のダグラスDC-3 (JA5078) が、突風に煽られて隣のダグラスDC-3 (JA5027) の尾部に主翼を接触させて破損した。両機とも破損したがJA5078の主翼の修理が困難な状態であったため、同年4月に八丈島で大破したJA5039の主翼と交換した。

### 藤田航空機八丈富士墜落事故
1963年8月17日、藤田航空の羽田行き臨時便として運航されたデ・ハビランドDH114ヘロン1B (JA6155) が、八丈島空港を離陸した後、八丈島北部の八丈富士の北西斜面に墜落し炎上した。乗員3名と乗客16名の計19名全員が死亡。離陸後右旋回したことで山腹に激突したと見られるが、右旋回の理由は判明しなかった。

### 全日空貨物機失踪事故
1965年2月14日、伊丹空港発羽田空港行きの深夜貨物便として運航されていたダグラスDC-3 (JA5080) が知多半島付近で失踪した。22か月後の1966年12月29日に、赤石山脈中ノ尾根山の山頂付近で機体の残骸と乗員の遺体が発見され、乗員2名全員の死亡が確認された。事故当日は激しい雷雨であったため、悪天候による計器の誤作動が疑われたが、原因は確定していない。

### 全日空羽田沖墜落事故
1966年2月4日、千歳空港発羽田空港行きの全日空60便ボーイング727-100 (JA8302) が、羽田空港に着陸進入中に東京湾へ墜落した。乗客乗員133名の全員が死亡した。目的地への到着を急ぐあまり高度を下げすぎたとする操縦ミス説や、グランドスポイラーの機構欠陥による誤作動説、第3エンジンの不調および脱落説などが挙げられたが、事故調査報告書では原因不明とされた。

### 全日空機鹿児島空港オーバーラン事故
1966年9月18日、フォッカーF-27フレンドシップ機が鹿児島空港に着陸の際にオーバーランとなり滑走路を逸脱、滑走路北側50メートルの海中に突っ込み機体が破損した。乗員1名が軽傷を負った。回送便だったため乗客および客室乗務員は搭乗していなかった。

### 全日空松山沖墜落事故
1966年11月13日、全日空533便YS-11 (JA8658) が大阪国際空港から松山空港に着陸する際、着陸復行したものの、その直後に空港沖の伊予灘に墜落した。乗客45名と乗員5名の全員が死亡した。操縦ミスもしくはエンジンの不調が原因といわれているが、ボイスレコーダーとフライトレコーダーを搭載していなかったこともあり、原因は不明となっている。

### 全日空機宮崎空港オーバーラン事故
1969年10月20日、全日空104便として運航されていたYS-11 (JA8708) が、宮崎空港への着陸の際に滑走路をオーバーランして滑走路先の土手に激突し大破全損した。乗員乗客43名が負傷した。

### 全日空機淡路島空中接触事故
1969年12月14日、全日空547便YS-11 (JA8743) が、淡路島上空で読売新聞社所有の小型機と接触した。両機とも破損したが緊急着陸に成功した。双方の乗員乗客にけが人はなかった。

## 1970年代

### 全日空機熊本空港オーバーラン事故
1970年12月29日、全日空855便YS-11 (JA8755) が、熊本空港から離陸できずに滑走路からオーバーランして草地へ突っ込む。乗員・乗客は無事。機体にも目立った損傷はなく、2度試験飛行を行い無事を確認した上で航空局の許可を得て乗員のみで当初の目的地である大阪空港へ向かった。離陸できなかった原因は昇降舵が離陸時の滑走で凍結したものとされている。同機は1977年にも大島空港でオーバーランを起こすが（後述）事故原因は異なる。

### 全日空機雫石衝突事故
1971年7月30日、全日空58便ボーイング727-200 (JA8329) が岩手県岩手郡雫石町上空で、飛行訓練中だった航空自衛隊松島基地所属のF-86F戦闘機と衝突し墜落した。乗客155名と乗員7名の計162名全員が死亡した。自衛隊機の乗員は脱出して無事であった。事故後に行われた裁判では訓練生は無罪、教官は禁錮3年（執行猶予3年）の有罪判決を受け、民事訴訟では過失割合は自衛隊側が2、全日空側が1とされた。

### 全日空機仙台空港かく座事故
1971年8月29日、羽田発仙台行きのYS-11Aが仙台空港に着陸滑走中、前脚部に異常が発生し、滑走路末端付近にかく座し機体が中破した。乗員5名が負傷した。

### 全日空機大島空港オーバーラン事故
1977年9月8日、全日空855便YS-11 (JA8755) が、羽田空港を離陸し大島空港に着陸する際に、滑走路からオーバーランして車輪が破損、機体が中破した。乗客13名が負傷した。滑走路全長の中央付近に着地したため残りの滑走路長では停まりきれなかったことが原因である。

## 1980年代

### 日本近距離航空機中標津空港事故
1983年3月11日、日本近距離航空497便YS-11 (JA8693) が中標津空港への着陸に失敗、乗客・乗員53人のうち、機長と乗客3人の計4名が重傷、48名が軽傷を負った。

### 全日空機千歳空港着陸失敗事故
1988年1月18日、全日空779便ロッキード L-1011-385-1 (JA8508) が、千歳空港への夜間着陸の際に滑走路を見失い、滑走路接地後に再浮揚して滑走路の左側端に着地したが、滑走が斜行となり滑走路から飛び出して停止した。けが人はなかったが、機体の一部を損傷するなど中破した。

### 全日空訓練機下地島離陸失敗事故
1988年5月30日、全日空の訓練機ボーイング737-200 (JA8455) が、下地島空港で片方のエンジンを停めた状態での離陸訓練を実施したところ、離陸に失敗して滑走路を逸脱しエプロン上で停止した。事故機は機体各部を損傷し、損傷した左主翼から燃料漏れを起こしたものの、負傷者は出なかった。

## 1990年代

### 全日空351便
1994年6月18日、鹿児島空港に着陸しようとした全日空351便エアバスA320-200 (JA8392) が、滑走路に機体尾部を接触させ、圧力隔壁下部を損傷するなどして機体は中破した。乗員6名と乗客140名にけがはなかった。原因は、ピッチ角が不安定なまま着陸進入を行ったため、接地直前に大きな機首上げ操作が必要となり、接地した後もピッチ角が増大したことで、尾部が滑走路に接触したものと指摘された。

## 2000年代

### 全日空391便函館空港着陸失敗事故
2002年1月21日、小牧空港発函館空港行きの全日空391便エアバスA321 (JA104A) が、13時3分ごろに函館空港に着陸進入中、ウインドシアに遭遇し機体が沈下したために回復操作を行ったが、機体の尾部が滑走路に接触し機体のフレームや後部圧力隔壁、フロアビームに亀裂が入るなど中破し客室乗務員3名が負傷した。当該機はその後着陸復行により函館空港に無事着陸した。

### 全日空訓練機下地島オーバーラン事故
2002年6月26日、全日空ボーイング767-200 (JA8254) が下地島空港でのタッチアンドゴーの訓練中、操縦ミスにより滑走路をオーバーランした。機体は滑走路東側の草地で停まったものの機体が中破、訓練生1名が軽傷を負った。

### エアージャパン機成田空港オーバーラン事故
2003年1月27日、仁川国際空港発新東京国際空港行きのエアージャパン908便ボーイング767-300 (JA605A) が、雨天かつ追い風の中で速度超過のまま着陸、滑走路全長の中央近くで着地したため、路面の濡れと追い風が加わり残りの滑走路上では停止できず、B滑走路端から70メートルほどオーバーランして草地に突っ込み、誘導路灯や滑走路末端補助灯を破壊し停止した。

### 全日空機高知空港胴体着陸事故

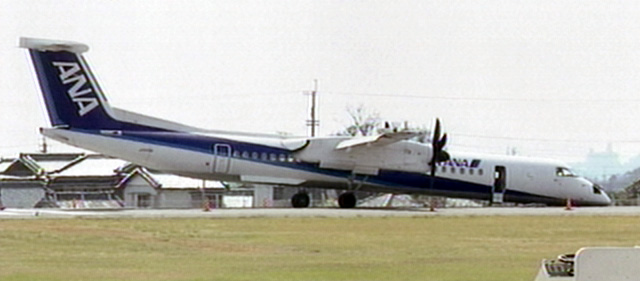
高知空港胴体着陸事故で前輪が出ず擱座する全日空機

2007年3月13日、大阪国際空港から高知空港へ向かっていた全日空1603便デ・ハビランド・カナダ DHC-8-Q400 (JA849A) が、着陸の際に前輪が出なくなり胴体着陸を行った。乗員4名乗客56名にけが人はなかった。ボンバルディア社が製造工程内で前輪格納庫の扉を開閉するアームのボルト1個を取り付け忘れたことが原因である。

### 全日空298便
2009年8月10日、羽田空港に着陸しようとしていたの全日空298便ボーイング737-800 (JA56AN) が、滑走路に尾部を接触させ機体を中破させた。乗員5名乗客147名にけがはなかった。原因は、滑走路上でバウンドした後、副操縦士の操作ミスにより再度の接地が大きな加速度で行われたため、主脚のストラットの圧縮に加え機首が持ち上がったことによって、機体後部が滑走路に接触したものと考えられている。

## 2010年代

### 全日空140便

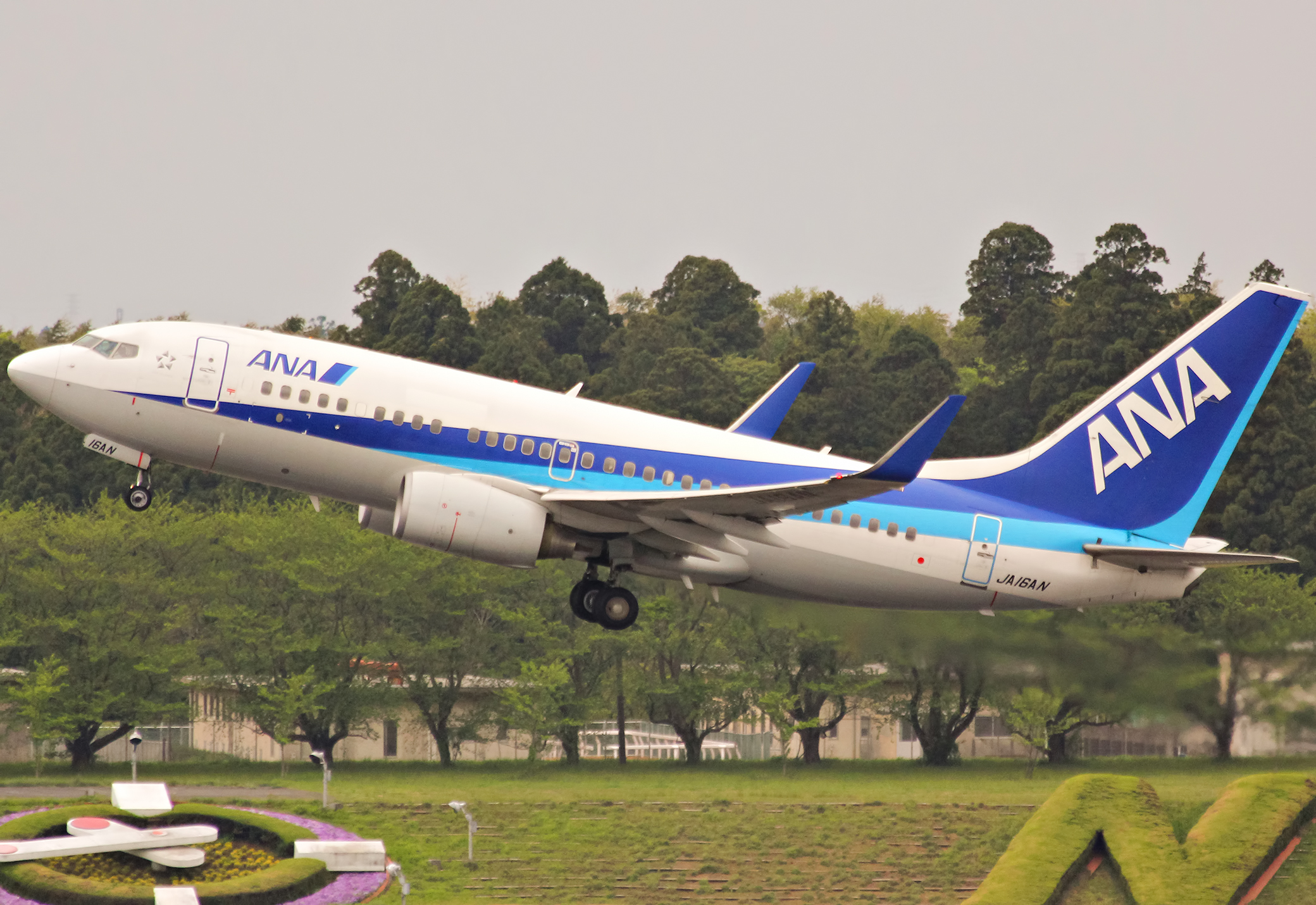
2013年に撮影された事故機

2011年9月6日、那覇発羽田行きの全日空140便ボーイング737-700 (JA16AN) が、和歌山県東牟婁郡串本町の東約128キロメートルを飛行中に急降下し、客室乗務員2人が軽傷を負った。離席していた機長を操縦室に迎え入れるためにドアスイッチを操作するべきところ、副操縦士が誤ってラダートリムコントロールノブを操作したため、機体が異常な姿勢となり、その回復操作においても不適切・不十分なものがあったため、急降下に至ったと考えられている。

### 全日空731便
2012年2月5日、伊丹発の全日空731便エアバスA320-200 (JA8384) が、目的地の仙台空港で着陸復行を行った際、機体後部を滑走路に接触させた。機体は損傷したものの、乗員乗客にけがはなかった。着陸復行時に、主脚が接地したことを認識できないまま急激な機首上げ操作を行ったためと見られている。なお、当該機体は修復されたものの、製造から21年が経過していたためそのまま路線から外れ、ロゴを消した上で3月にエアアジア・ジャパンに貸し出され、訓練機として使用された後同年7月4日付で登録抹消されている。

### 全日空956便

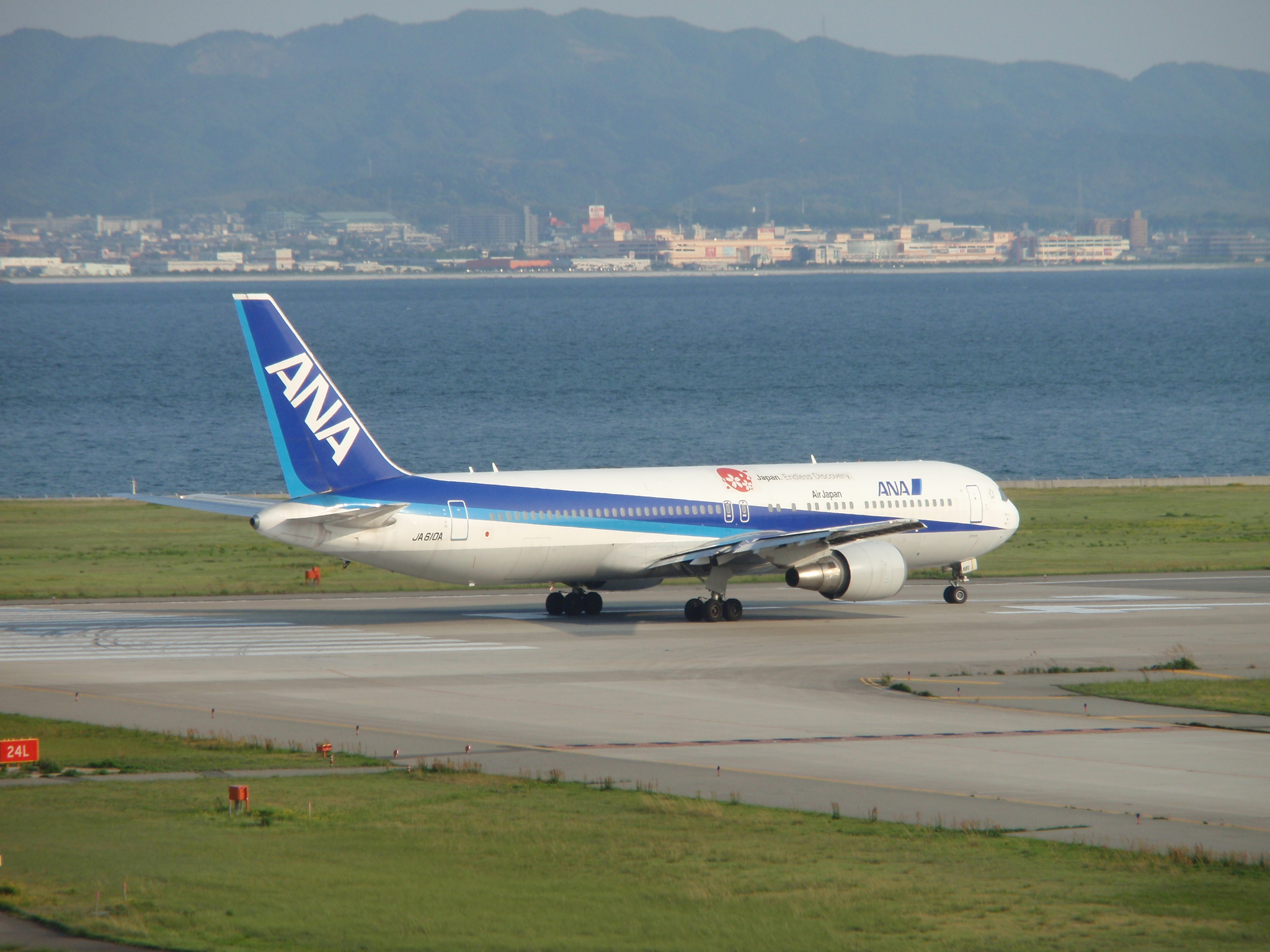
当該機 (JA610A)

2012年6月20日13時23分ごろ、全日空956便ボーイング767-300ER (JA610A) が成田空港に着陸する際に主脚がバウンドし前脚から着地した際に大きな衝撃を受けた。機体は前方で変形が生じ中破、乗員4人が負傷した。激しい突風を伴う横風の中の着陸で、乗員がバウンドしたことを認識できないまま、機首下げ操作を行ったことによるものと考えられている。

### 全日空899便
2012年12月8日22時16分ごろ、全日空899便ボーイング737-800 (JA57AN) が、目的地の庄内空港に着陸しようとした際、滑走路をオーバーランして緑地帯で停止した。運輸安全委員会による調査の結果、滑走路の着雪状況が原因で制動力が減少したものと推定された。

### 全日空692便
2013年1月16日8時25分ごろ、山口宇部発羽田行きの全日空692便ボーイング787-8 (JA804A) が香川県上空を飛行中、バッテリーの異常を示す表示および異臭が発生したため、8時47分に高松空港に緊急着陸した。脱出シューターを利用した非常脱出の際、乗客4人が軽傷を負った。原因はメインバッテリーの内部短絡による熱暴走だが、短絡の原因までは特定できなかった。

### 全日空243便
2013年12月13日、福岡行きの全日空243便ボーイング777-200 (JA701A) が羽田からの離陸上昇中、高度約3万2600フィート（約1万メートル）上空で右エンジンに異常が発生したため、同機は羽田空港に引き返した。エンジン内部の前段にある高圧コンプレッサーブレードが全周破断したことによるが、激しく損傷していたため原因の特定には至らなかった。

### 全日空1831便
2017年1月19日11時58分ごろ、秋田発新千歳行きの全日空1831便デ・ハビランド・カナダ DHC-8-402 (JA461A) が着陸の際、オーバーランして滑走路を逸脱した。乗員乗客25名にけがはなかった。運輸安全委員会による調査の結果、オペレーションマニュアルに反し、着陸後すぐにプロペラピッチを変更し減速を行うべきところ、現在地を見誤った当該機機長が、速やかに滑走路を離脱しようとブレーキの始動を遅らせたことが原因で滑走路内で停止できない結果を発生させた。また、滑走路末端付近の積雪等、路面状況も不利に働いたと考えられる。

### 全日空834便
2018年6月6日、タンソンニャット国際空港発成田行きの全日空834便ボーイング767-300ER (JA612A) が、タンソンニャット空港でのタキシング中に誘導路を曲がろうとブレーキをかけたところ、客室乗務員5人が怪我を負った。834便はそのまま成田へ飛行し、到着後に怪我をしたうちの1人が腰椎を骨折していたことが判明したため、国土交通省は航空事故に認定した。

### 全日空963便
2019年8月15日、東京国際空港発北京首都国際空港行きの全日空963便ボーイング787-8 (JA808A) が、河北省承徳市上空を飛行中に機体が動揺し、乗客2人が重傷を負い、客室乗務員2人が軽傷を負った。機体の動揺は積雲の雲頂付近を飛行したためだとされている。

## 2020年代

### ANA430便
2020年（令和2年）4月12日19時30分頃、福岡発大阪伊丹行きのANA430便（ANAウイングス運航、ボーイング737-800、JA64AN）が、愛媛県上空を飛行中に機体が動揺し、客室乗務員1人が骨盤の一部を骨折する重傷を負った。翌13日、国土交通省航空局は運輸安全委員会に航空事故として通報し、調査が行われたところ、本事故は、同機がじょう乱を伴う雲の中を飛行して動揺したことにより、離席していた客室乗務員1名が浮揚して体勢を崩した状態で床に打ち付けられて負傷したものと考えられる、とした。

### ANA216便
日本時間2021年（令和3年）4月19日9時15分頃、パリ発東京羽田行きのANA216便（ボーイング787-8、JA814A）が、モスクワの北東約1600kmの上空を飛行中、右操縦席に着座していた代行機長（機長資格を有する機長職務代行者）が意識を喪失した為、機長及び休憩中であった副操縦士が急遽業務交代をし、目的地をノヴォシビルスク・トルマチョーヴォ空港に変更して着陸した。このインシデントは、ロシア当局が重大インシデントに該当せず原因調査を行わないと判断したことから、国土交通省航空局がANAの協力を得て、原因調査を行った。その結果によると、当該乗員が一過性意識消失発作とそれに続く短期間の失語を起こした原因は、診療報告書、MRI画像等から、左後頭葉皮質下出血による症候性てんかん及び発作後症状によるものと推定される。同症状の原因としては、事案発生日前日のホテル居室内で尻もちをした際に頭部への外力が加わった可能性があると考えられる、とした。
2022年（令和4年）6月25日13時29分頃、熊本発大阪伊丹行きのANA1626便（ANAウイングス運航、ボンバルディア DHC-8-Q400、JA854A）が、徳島県上空を飛行中に機体が動揺し、客室乗務員1人が仙骨を骨折する重傷を負った。同日中に航空事故の通報を受けた運輸安全委員会が調査したところ、本事故は、同機が、ベルトサイン消灯中に対流雲による気流のじょう乱に遭遇し大きく動揺したため、機体後部にあるギャレーでしゃがんで作業をしていた客室乗務員の身体が宙に浮き、体勢を崩した状態で床に落下し、負傷したものと推定される。同機が対流雲による気流のじょう乱に遭遇したことについては、機上気象レーダーに表示された対流雲からの回避操作が十分ではなかったことに加え、機上気象レーダーでは覚知することが困難な発達途上の対流雲があった可能性もあり、これらから適切な距離を確保することができなかった可能性が考えられる、とした。

### ANA8512便
2023年（令和5年）1月25日7時38分頃、香港から成田に到着したANA8512便（ボーイング767-300ER(BCF)、JA603A）は、成田国際空港到着後、駐機のためスポット222番へ進入中、路面の凍結によりスリップ、機体前方下部が付近に停車していたメインデッキローダー車に回転しながら接触し、停止した。けが人はいなかった。同日中に航空事故と認定され運輸安全委員会が調査したところ、本事故は、同機がスポットに向けて旋回中、スポット上の凍結路面で滑り、機長が同機の走行を制御できなくなったため、同スポット周辺に駐車していた地上作業車両に衝突し、機体を損傷したものと認められる。同機が凍結路面で滑ったことについては、スポットの路面の状態が同機の走行に対して十分に改善されていなかったこと、及び同機の走行速度が路面の状態に対応できる速度ではなかったことによるものと考えられる。スポットの路面の状態が十分に改善されていなかったことについては、凍結防止剤の散布範囲及び散布量が適切ではなかったことが関与したものと考えられる。また、同機が路面の状態に対応できる速度ではなかったことについては、同機の運航乗務員に対し、地上から航空機の地上走行に影響を及ぼす可能性がある情報の提供をしていなかったことが関与したものと考えられる、とした。

### ANA849便
2024年（令和6年）2月1日1時9分頃、東京羽田発バンコク行きのANA849便（ボーイング787-9、JA899A）は、中部国際空港の南南東約100km、高度28,000ft(約8,500m)で飛行中機体が大きく揺れた。揺れが発生した時、客室中央付近左側通路でドリンクサービスを行っていた客室乗務員Aは、体が宙に浮き、着地した際に右足首を負傷（右足関節外果骨折）した。客室後方付近左側通路でスナック菓子を運んでいた客室乗務員Bは、体が宙に浮き、正座のような姿勢で着地した際に左足の甲を負傷（左足首甲の擦過傷及び捻挫）した。また、後方左側の席にいた乗客は、座席に着座した姿勢で首を負傷した（頸椎捻挫）。客室乗務員Aは、業務の継続が困難であったため、別の客室乗務員に業務を引き継ぎ、客室乗務員Bは業務を継続した。同機はそのままバンコク・スワンナプーム空港に着陸した。翌2日より航空事故として運輸安全委員会が調査を行っている。

### ANA5便
2024年（令和6年）3月20日16時15分頃、ロサンゼルス発成田行きのANA5便（ボーイング787-9、JA891A）は、成田国際空港進入中に向けて降下中に被雷し、胴体前方右側を損傷した。けが人はおらず、そのまま成田国際空港へ着陸した。着陸後の点検において、胴体前方右側外板及びレドームに被雷したことによる損傷が確認され、大修理に該当することから航空事故として運輸安全委員会が調査を行った。調査結果によると、本事故は、同機が飛行中に被雷したため、胴体前方右側を損傷したものと認められる。 同機が被雷したことについて、運航乗務員が被雷地点において急速に落雷の可能性が高くなっていたことを事前に予測し、回避することは困難であったものと推定される、とした。

### ANA389便
2024年（令和6年）4月7日21時27分頃、東京羽田発米子行きのANA389便（ANAウイングス運航、ボーイング737-800、JA69AN）が、旋回しながら米子空港への2回目の進入を試みた際に高度が極端に下がり、対地接近警報装置(GPWS)が作動して着陸復行した。同機は21時34分に米子空港へ着陸し、けが人はいなかった。国土交通省航空局は同月19日に本件を重大インシデントと認定し、運輸安全委員会へ通報、調査を行っている。

### ANA372便
2024年（令和6年）6月22日9時48分頃、長崎発中部行きのANA372便（ANAウイングス運航、ボーイング737-800、JA88AN）が長崎空港離陸後、与圧系統に不具合が発生し航空機内の気圧が低下したため、緊急事態を宣言し、高度約3,000mまで降下した。その後、航空機内の気圧が正常の範囲内となったため、同宣言を取り消し、同機は中部国際空港に着陸した。けが人はいなかった。運輸安全委員会が調査を行っている。

### ANA849便
日本時間2025年（令和7年）1月8日10時40分頃、東京羽田発ロサンゼルス行きのANA106便（ボーイング787-9、JA892A）は、ロサンゼルス国際空港へ着陸するため降下中、予期せぬ揺れに遭遇し、客室乗務員1人が尾骨を骨折した。けが人が出たことで、NTSB（米国家運輸安全委員会）と国土交通省航空局は28日に航空事故に認定した。乗客にけがはなかった。けがをした客室乗務員はロサンゼルスへ到着後、現地の病院では仙骨挫傷の診断を受けたものの、日本帰着後の10日に再診し、尾骨骨折の診断を受けた。24日には別の医療機関でMRI検査を受診し、27日に尾骨骨折との診断を受けた。このほかの客室乗務員4人も、打ち身やかすり傷などを負った。このうち3人は現地の病院を受診し、帰国後も再診を受けたものの、骨折していないと診断された。残りの1人も日本帰着後に受診し、骨折していないと診断された。詳しい原因は調査中。

### ANA9397便
日本時間2025年（令和7年）7月19日午前10時40分頃、サウスカロライナ州チャールストン発羽田行きのANA9397便（ボーイング787-10、JA986A）がチャールストン国際空港の誘導路Mをタキシング中に左主翼端が、スポットR6に駐機していたラスベガス発ノーフォーク行きブリーズ・エアウェイズMX509便（エアバス220-300、N247BZ）の垂直尾翼に接触した。9397便の搭乗員5人にけがはなかったものの、MX509便の乗客のうち2人が負傷した。ANA9397便は隣接するボーイング・サウスカロライナ工場で製造されたばかりの新造機で、ロサンゼルスとホノルルを経由するフェリーフライトであった。7月28日にNTSBは航空事故に認定し、現在事故調査を行っている。